# Rhanidophora flava
Rhanidophora flava är en fjärilsart som beskrevs av George Thomas Bethune-Baker 1911. Rhanidophora flava ingår i släktet Rhanidophora och familjen nattflyn. Inga underarter finns listade.